# Fimbristylis lanata
Fimbristylis lanata är en halvgräsart som beskrevs av Johann Jakob Roemer och Schult.. Fimbristylis lanata ingår i släktet Fimbristylis och familjen halvgräs.
Artens utbredningsområde är Venezuela. Inga underarter finns listade i Catalogue of Life.